# 横瀬泰繁
横瀬 泰繁（よこせ やすしげ）は、戦国時代の武将。横瀬氏7代当主。

## 生涯
文明18年（1486年）、横瀬景繁の長男として誕生。
大永3年（1523年）に武蔵国での須賀合戦で父・景繁が戦死したと伝わり、この際に泰繁も負傷したが生存し、家督を相続して当主となったという記録がある。しかしこれは横瀬氏による史料解釈の誤りで、実際の須賀合戦は康正元年（1455年）、戦死したのは泰繁の曽祖父・貞国とされ、家督相続も祖父の国繁のことである。
岩松昌純に仕え、筆頭家老として専権を振るった。このため昌純によって排斥を企てられたが、泰繁は逆に昌純を殺害して、その嫡男である氏純を岩松氏の新当主に擁立し、なおも専権を振るった。天文14年（1545年）、下野国壬生合戦で戦死した。享年60。跡を嫡男・成繁が継いだ。
泰繁の時代に岩松氏は事実上横瀬氏の傀儡と化し、横瀬氏は実質的に戦国大名化を果たした。子・成繁の代には氏純を殺害して金山城を奪い、横瀬氏は由良氏と改姓して、名実共に自立し上野国の国人として関東戦国史において重要な存在となっていく。